# هیچ‌جا خانه خود آدم نمی‌شود (آلبوم کاترین جنکینز)
هیچ‌جا خانه خود آدم نمی‌شود (به انگلیسی: Home Sweet Home) دهمین آلبوم از هنرمند اهل بریتانیا کاترین جنکینز است که در ۱۷ نوامبر ۲۰۱۴ منتشر شد. وی در این آلبوم، بیشتر از آهنگهای کلاسیک استفاده کرده است و با همان گروهی کار می‌کند که کار موسیقی را با آنها شروع کرده بود. جنکینز در این آلبوم به زبانهای ولزی، ایتالیایی، فرانسوی، آلمانی، لاتین، و چینی ماندارین آواز می‌خواند.